# 緑丘 (豊中市)
緑丘（みどりがおか）は、大阪府豊中市の町丁の一つ。現行行政地名は緑丘一丁目から緑丘五丁目。郵便番号は560-0002。住居表示実施済み地域。

## 地理
北は北緑丘に、西は西緑丘ならびに少路に、南は東豊中町に、東は新千里西町とそれぞれ接する。

## 歴史
- 1969年（昭和44年）- 住居表示の実施に伴い、少路、内田、野畑の3つの大字の一部と東豊中町の一部より緑丘一丁目～五丁目が成立。

## 校区
2024年（令和6年）5月現在、市立の小中学校に通う場合、校区は以下の通り。
| 町丁         | 小学校     | 中学校       |
| ------------ | ---------- | ------------ |
| 緑丘（全域） | 少路小学校 | 第十一中学校 |

## 世帯数・人口
2025年（令和7年）6月1日現在の丁目別人口は以下の通り。
| 町丁       | 世帯数  | 人口    |
| ---------- | ------- | ------- |
| 緑丘一丁目 | 619世帯 | 1,605人 |
| 緑丘二丁目 | 360世帯 | 882人   |
| 緑丘三丁目 | 868世帯 | 2,181人 |
| 緑丘四丁目 | 932世帯 | 2,469人 |
| 緑丘五丁目 | 163世帯 | 405人   |

## 交通
千里中央駅や豊中駅へと向かう阪急バスの路線が乗り入れる。また、町域を大阪モノレール本線が通っているが、駅はない。最寄り駅は少路駅、千里中央駅、または箕面船場阪大前駅。

### 阪急バス
- 緑丘停留所
- 島熊山停留所
- 豊中不動尊前停留所
- 北緑丘小学校前停留所（北緑丘にまたがって位置する）

## 施設

### 商業施設
- イオンタウン豊中緑丘

### 公園・寺社
豊中不動尊
島熊山緑地（新千里西町にまたがる）
清谷池公園
緑丘公園
緑丘北公園

### その他
豊中緑丘郵便局